# Jimma Arjo
Pour les articles homonymes, voir Jimma et Arjo.
Jimma Arjo est un woreda de l'ouest de l'Éthiopie situé dans la zone Misraq Welega de la région Oromia. Il compte 86 329 habitants en 2007. Son chef-lieu est Arjo. 
Limitrophe de la zone Buno Bedele, Jimma Arjo est entouré dans la zone Misraq Welega par Leka Dulecha et Nunu Kumba.
Son chef-lieu, Arjo, se trouve une cinquantaine de kilomètres au sud de Nekemte.
Au recensement national de 2007, la population du woreda atteint 86 329 habitants dont 11 % de citadins. La seule agglomération recensée est Arjo avec 9 172 habitants.
Environ 49 % des habitants du woreda sont protestants, 45 % sont orthodoxes et 6 % sont musulmans.
En 2022, la population du woreda est estimée à 126 912 personnes avec une densité de population de 168 personnes par km2 et 757 km2 de superficie.